# 王東峰
王 東峰（おう とうほう、1958年2月 - ）は、中華人民共和国の官僚、政治家。陝西省西安市出身。元中国共産党河北省委員会書記、河北省人民代表大会常務委員会主任。

## 経歴
1958年2月、陝西省西安市で生まれる。1981年に西安市財政貿易学校会計学科を卒業後、同年、西安市観光供給公司に入社。1984年7月に陝西省財政貿易管理幹部学院貿易経済系の企業管理学専攻を卒業。大学卒業後、西安市人民政府財政貿易総合事務処へ入処した。1989年8月に西安市工商行政管理局へ入局した。以後、政研室主任、政策法規処長、副局長、党組員、局長を歴任した。2001年1月、同省渭南市に転任し、同市党委副書記、副市長、市長代行、市長を歴任。2003年1月、銅川市党委書記に昇格。
2004年7月、中央に移り、国家工商行政管理総局副局長（次官）兼党組成員に就任。2012年11月14日、中国共産党第18期中央規律検査委員会委員に選出される。
2013年4月、中国共産党天津市委員会副書記に任命。2016年9月、元中国共産党天津市委員会書記代行兼市長の黄興国は重大な規律違反の疑いで組織審査を受け、免職されました。王東峰は直ちに天津市人民政府副市長、市長代行に任命されました。
2017年10月24日、第19回党大会で党中央委員に選出される。同年10月28日、趙克志に代わって中国共産党河北省委員会書記を担当した。2018年、河北省第13期人民代表大会第1回会議で1月29日、党委書記の王東峰が河北省人民代表大会常務委員会主任に選出された。
2023年3月、中国人民政治協商会議全国委員会秘書長に就任。